# Bayrischzell
Bayrischzell er en kommune i Landkreis Miesbach i Regierungsbezirk Oberbayern i den tyske delstat Bayern. Det er en kendt kurby i Bayerske Alper.

## Geografi
Bayrischzell ligger i Mangfallbjergene mellem Schliersee mod vest og Oberaudorf mod øst. Landsbyen ligger ved foden af bjergene Wendelsteins og Sudelfeld og nedfor bjergpasset Sudelfeldpass. Bayrischzell ligger 23 km sydøst for Miesbach, 25 km nordvest for Kufstein og 20 km vest for Oberaudorf.

## Bruno
I 2006 indvandrede en bjørn JJ1 , der fik navnet Bruno, fra Italien via Tyrol til Bayern. Den havde skabt meget frygt og problemer på sin vandring, og på det 1.500 m høje Kümpflalm i nærheden af Rotwand i Spitzingseeområdet i Bayrischzell kommuneområde, blev den dræbt af to jægere og en politimand, med et lungeskud på 150 meters afstand.

## Fritids- og Sportsanlæg
I det tilgrænsende Sudelfeld er der 19 liftanlæg og omkring 31 km løjper et af de største sammenhængende skiområder i Tyskland, som nås fra Bayrischzell med Sesselbahn. Wendelstein har man siden 1972 kunnet komme til med en svævebane fra Bayrischzell-Osterhofen. Wendelsteiner skiområdet er med omkring 10 km pister et godt sted for øvede skiløbere.